# Museum im Ursula-Stift und Schmiede am Stift
Mit dem Museum im Ursula-Stift beherbergt Gussenstadt das älteste Museum seiner Art in Württemberg, welches im Jahre 1911 durch Georg Thierer, Verfasser der zweibändigen Ortschronik von Gussenstadt, in dem von seinem Bruder Valentin Thierer gestifteten Gemeindehaus eingerichtet wurde.
Die Ausstellungsfläche der ständigen Ausstellung umfasst 280 m², welche auf sieben Räume verteilt sind. Der 1911 eingerichtete erste Museumsraum ist fast original erhalten und wird von Fachleuten heute schon als Museum im Museum dargestellt. Die Dokumentation der Lebensverhältnisse auf der Heidenheimer Alb in der Vergangenheit mit Trachten, Stuben- und Kammereinrichtungen, Gebrauchsgegenständen aus Haus und Hof, dazu Ofenplatten, Lampen und Leuchten sowie Zeugnisse evangelischer Frömmigkeit – Bibeln, Gebetbücher und Erinnerungsbilder an Stationen des Lebenslaufs, von der Geburt bis zum Tod –, geben Einblick in die ländliche Wohnkultur des 18. bis 20. Jahrhunderts.
Weitere Schwerpunkte sind:
- Exponate zur Ortsgeschichte wie Urkunden, Schwurstab, Siegelstöcke, Halsgeigen, Grenzsteine usw.
- Sammlungen von heimischen Tieren, Fossilien sowie eine wohl einzigartige Sammlung von heimischen Obstsorten aus dem Jahre 1911.
- Neben dem Weber, der durch die Ausstellung vom Flachs zum Leinen präsentiert wird, zeigt das Museum das alte Zieglerhandwerk sowie das Schusterhandwerk.
- Einen besonderen Anziehungspunkt stellen die Sonderveranstaltungen mit handwerklichen Vorführungen in der komplett eingerichteten ehemaligen Dorfschmiede Schmiede am Stift dar, wo in lebhafter Weise das alte Schmiedehandwerk dargestellt wird.
- Altes Spielzeug wie Ritterburgen, Puppen, Puppenstuben, Bauernhof, Eisenbahn usw. führen zurück in die Kinderwelt des ausgehenden 19. und beginnenden 20. Jahrhunderts.
- Kunstausstellungen der Maler Otto Neubrand und Wilhelm Schneider.
- Einen eigenen Raum nimmt die Darstellung des Schaffens und Wirken der Stifter Valentin und Georg Thierer ein.

Jährlich finden Sonderausstellungen zu den unterschiedlichsten Themen in der zum Museum gehörenden Jakobshalle statt, passend zum Thema wird für Groß und Klein jeweils ein entsprechendes Programm angeboten.